# لوکا استانگا
لوکا استانگا (انگلیسی: Luca Stanga؛ زادهٔ ۲۳ ژانویهٔ ۲۰۰۲) بازیکن فوتبال است.